# Joshua Reynolds
Sir Joshua Reynolds (n. 16 iulie 1723, City of Plymouth⁠(d), Anglia, Regatul Marii Britanii – d. 23 februarie 1792, Londra, Regatul Marii Britanii) a fost un important și influent pictor englez al secolului al XVIII-lea.

## Biografie

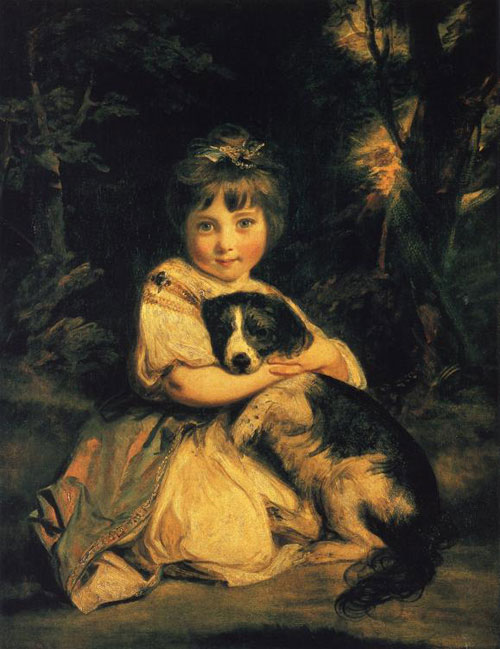
Miss Jane Bowles, 1775.

Joshua Reynolds s-a născut la 16 iulie 1723 la Plympton, un orășel situat în apropierea portului Plymouth Dock (astăzi Devenport), într-o familie de clerici și cărturari. A fost al șaptelea copil din cei doisprezece ai reverendului Samuel Reynolds, absolvent de Oxford și directorul școlii elementare din localitate.

### Ucenicie
În noiembrie 1740 tatăl său îl trimite la Londra în atelierul lui Thomas Hudson, pictor portretist la modă în vremea aceea. Trei ani mai târziu se întoarce la Plymouth Dock. La 26 de ani pleacă în călătorie în Italia. După scurte escale în 1750 ajunge la Roma. Studiază toate colecțiile, le analizează, își petrece timpul copiind lucrările lui Rafael. Adevăratul său idol este Michelangelo, pe care îl numește "divin". Părăsește Roma și locuiește scurt timp la Neapole și Florența. Vizitează Parma și Bologna de unde pleacă la Veneția. Înainte de a se înapoia în țară, se oprește o lună la Paris unde se familiarizează cu pictura franceză contemporană.

### Pictor consacrat
Recunoașterea definitivă o dobândește pictând portretul în mărime naturală al prietenului său Augustus Keppel. Pe 14 decembrie 1768, Reynolds care contribuise la înființarea Academiei Regale, este ales în unanimitate primul ei director. A ocupat această funcție vreme de peste 20 de ani. Pe 21 iulie 1769 este înnobilat, devine Sir Joshua Reynolds. În 1784 este numit pictorul oficial  al curții regale. În 1786, țarina Ecaterina a II-a a Rusiei îi comandă un tablou istoric. Reynolds are libertate totală în alegerea temei și a dimensiunilor tabloului; pictează Hercules sugrumând șerpii trimiși de Hera.
Face câteva călătorii pe continent, studiază operele maeștrilor olandezi și flamanzi contemporani sau clasici. Își pierde vederea și e nevoit să renunțe la pictură.
Pe 23 februarie 1792 Sir Joshua Reynolds moare de cancer la ficat la reședința sa din Leicester Fields. Este înmormântat la Catderala Saint Paul alături de marele portretist Anton van Dyck.
În creația lui Reynolds, un loc important îl ocupă portretele de copii, atât din punctul de vedere al numărului lor cât și al valorii artistice.